# Unterseeboot UB-123
Pour les autres navires du même nom, voir Unterseeboot 123.
Le SM UB-123 était un sous-marin de la marine impériale allemande (en allemand : Kaiserliche Marine), pendant la Première Guerre mondiale. Il fut mis en service (armé) dans la marine impériale allemande le 6 avril 1918 et immatriculé SM UB-123.
Il torpilla et coula le RMS Leinster (en), un navire affrété par la City of Dublin Steam Packet Company le 10 octobre 1918, peu de temps après que le nouveau gouvernement allemand eut demandé au Président Wilson la négociation d'un armistice. Le Leinster avait sombré juste à l'extérieur de la baie de Dublin. Au moins 500 personnes périrent dans le naufrage — la plus grande perte de vies dans la mer d'Irlande.
L'UB-123 est supposé avoir heurté une mine du barrage de filets à mines déployé devant Dunkerque en mer du Nord le 19 octobre 1918, causant la mort des 36 membres d'équipage. C'est ce que pense l'auteur de l'ouvrage sur la guerre sous-marine allemande.

## Construction
Il fut construit par la société AG Weser de Brême. Après juste une année de construction, la cérémonie de Lancement du navire eut lieu à Brême le 2 mars 1918. L'UB-123 fut armé plus tard dans l'année sous le commandement de l'Oberleutnant zur See Robert Ramm. Comme tous les sous-marins de type UB III, l'UB-123 transportait 10 torpilles et était armé avec un canon de marine de 10,5 cm SK-L145. L'UB-123 avait un équipage de trois officiers et 31 hommes. Il avait un rayon d'action de croisière de 7 280 nautiques. L'UB-123 déplaçait 512 tonneaux en surface et 643 tonneaux en plongée. Ses machines lui permettaient de naviguer à 13,9 nœuds en surface et à 7,6 nœuds en plongée (submersion).

## Résumé des croisières
| Date            | Nom           | Nationalité    | Tonnage (en tonneaux) | Destinée            |
| --------------- | ------------- | -------------- | --------------------- | ------------------- |
| 16 juillet 1918 | Anine         | Denmark        | 1299                  | Capturé comme prise |
| 16 juillet 1918 | Constantin    | Denmark        | 831                   | Capturé comme prise |
| 16 juillet 1918 | Hjortholm     | Denmark        | 1400                  | Capturé comme prise |
| 10 octobre 1918 | Leinster (en) | United Kingdom | 2646                  | Coulé               |
| 16 octobre 1918 | Caloria       | United States  | 4095                  | Endommagé           |

## Destruction et naufrage
Les barrages de mines du Pas-de-Calais ont été installés fin novembre 1917 quand le stock de mines anglaises de type II a été suffisant. Ce barrage aura été achevé au printemps de 1918. Selon Laurens, les barrages ont causé le naufrage et la destruction supposée de vingt sous-marins (UC-72, UC-51, U-93, UB-108', UB-57, UB-113, UB-123...) « sans que personne ne s'en fût aperçu ». Pour d'autres, les explosions alertent et permettent de recueillis quelques rares survivants.
Il existe une controverse soulevée par le lieutenant de vaisseau Carpentier qui avait commandé une des canonnières de Brest, l'Engageante, qui a repéré et attaqué un sous-marin au point L=45°-25'N et l=9°-37W (golfe de Gascogne au large des Asturies). Il affirme avoir coulé un sous-marin après avoir été dirigé là sur renseignements de l'US Navy et de la marine nationale. Les suppositions, après recoupements, sont qu'il pourrait s'agir de l'UB-113. L'Engageante aurait croisé la route de l'UB-123 (ou de l'UB-113 ?) le 29 août 1918.